# 何以飛翔
《何以飛翔》（英語：Patio of Illusion）是一部澳門、中國內地與台灣團隊合拍的電影，由導演陳尚實執導，雷民強監製，攝影指導蘇俊夫（臺灣），主演包括鄧加樂、鄧嘉欣、李樂之和秦顯偉等。影片以一個普通澳門家庭的視角，呈現近20年來澳門社會的變遷，探討家庭、夢想與現實之間的關係。

## 劇情簡介
故事設定於1999年澳門主權移交前夕，主角何以翔（鄧加樂飾）剛從大學畢業，原計劃赴台灣追求美術教育夢想，但因家庭責任與現實壓力，最終選擇留在澳門，面對人生的挑戰。

## 獎項與榮譽
《何以飛翔》在國際影壇共獲得23個國際獎項和15項提名，包括：
- 第54屆休斯頓國際電影節：榮獲院線電影白金雷米獎[4]。
- 第10屆西班牙馬德里國際電影節：獲得最佳外語長片獎，並獲四項提名，包括最佳導演（陳尚實）、最佳男主角（鄧加樂）、最佳場景設計（朱騰斌）和最佳男配角（李樂之）[5]。
- 美國洛杉磯電影獎：獲得最佳劇情長片獎。
- 倫敦獨立電影獎：榮獲最佳長片獎。
- 五大洲國際電影節：獲得最佳長片獎、最佳摄影。
- 美國休斯頓國際電影節：獲得白金雷米獎[6]。

## 製作與發行
《何以飛翔》由廣州三希堂出品、澳門網絡創意發展協會、美國Fusionart Pictures Inc. 聯合製作與發行。2021年9月8日於廣州百麗宮IMAX影城舉行全國首映禮，團隊導演陳尚實、監製雷民強、男主演鄧加樂、攝影指導蘇俊夫、美術指導朱騰斌及國際小姐澳門代表麥嘉欣等出席首映禮。
2021年9月10日中國內地教師節上映。
影片採用8K全畫幅超高清技術拍攝。